# Поржала
Поржала — река на границе Архангельской (Каргопольский район) и Вологодской (Вытегорский район) областей России.
Вытекает из Климовского озера, расположенного в находящемся внутри Вытегорского района эксклаве Каргопольского района. Протекает через озеро Погостское.
Длина Поржалы — 37 км. Впадает в реку Ухта.
Высота истока — 198 м над уровнем моря. Высота устья — 145 м над уровнем моря.

## Притоки
(от устья к истоку)
- Свара (левый).
- Павин (левый)
- Вахнанов (левый)
- Вологодский (правый)